# Premi Ariel al millor actor
El Premi Ariel a la millor actuació masculina és un premi atorgat anualment per l'Acadèmia Mexicana d'Arts i Ciències Cinematogràfiques (AMACC). S'atorga en honor del treball protagonista de l'actor més destacat de l'any.
En la primera cerimònia realitzada en 1947, reconeixent el millor de 1946, Domingo Soler va ser el primer guardonat pel seu treball en la cinta, La barraca. L'actual posseïdor és: Noè Hernández per Ocho de cada diez.

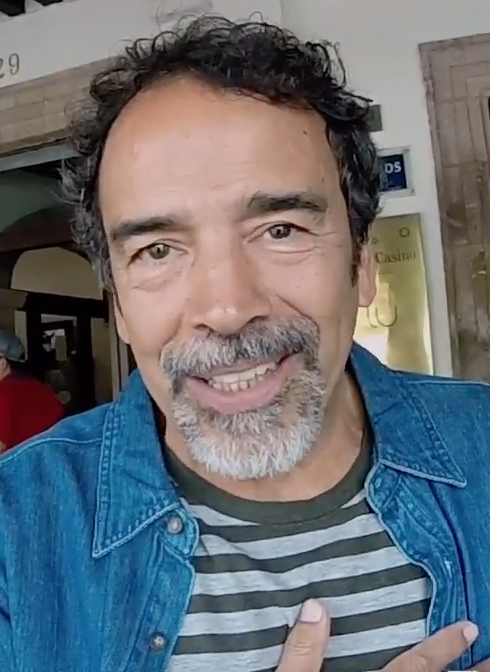
Damián Alcázar, guanyador cinc cops.

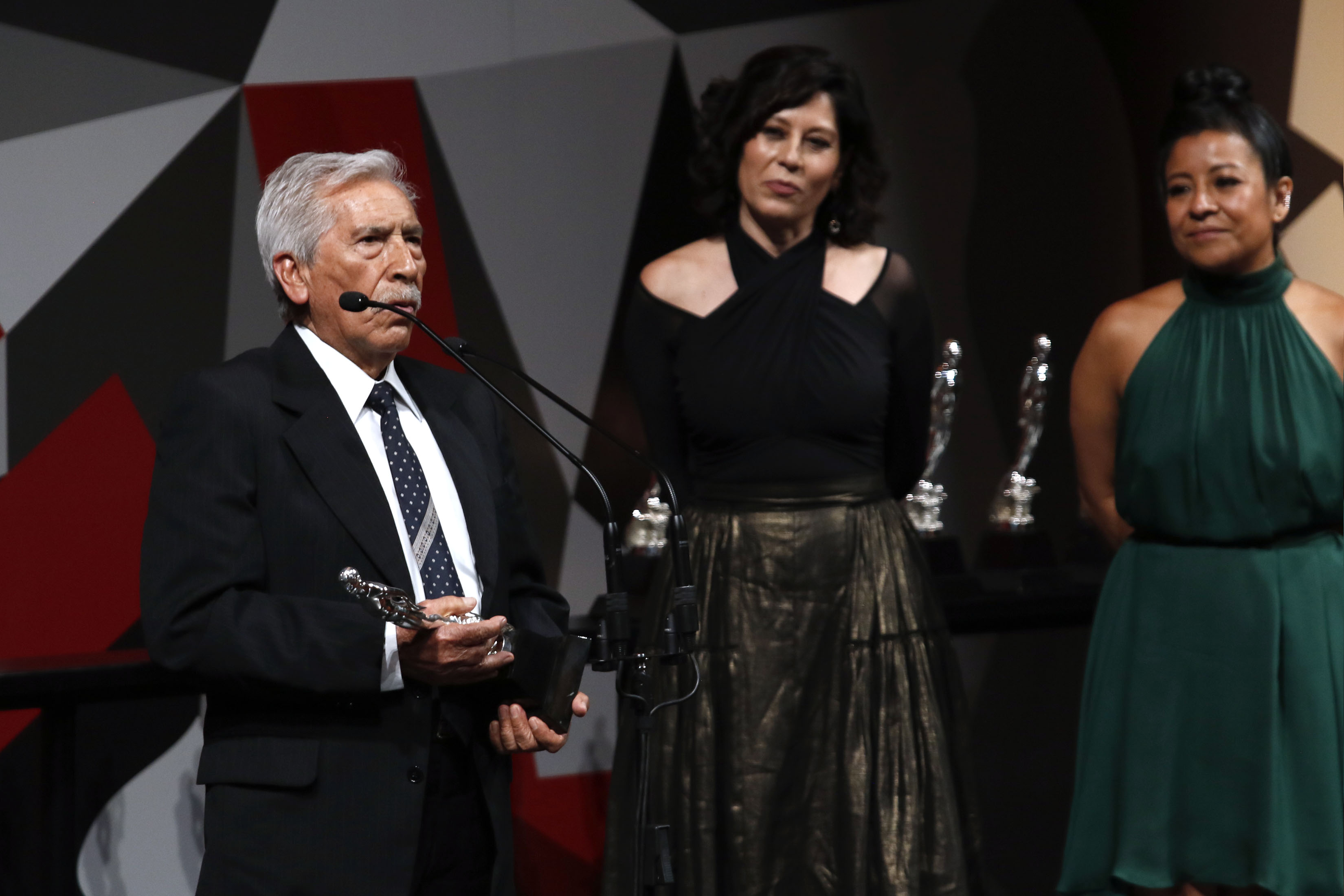
José Carlos Ruiz, guanyador tres cops.

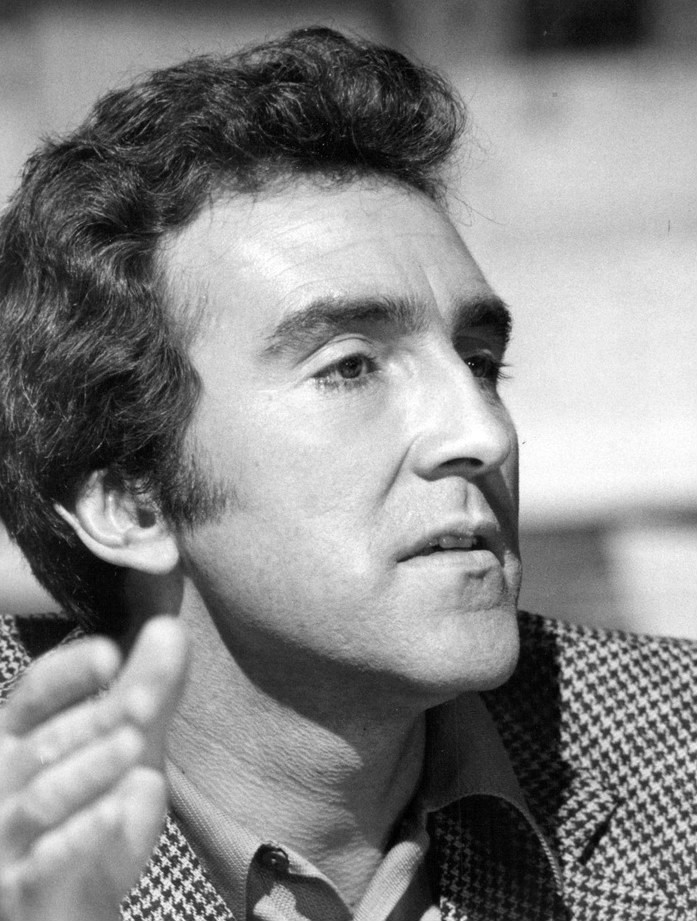
Pedro Armendáriz Jr. va guanyar el 1977 per Mina, viento de libertad.

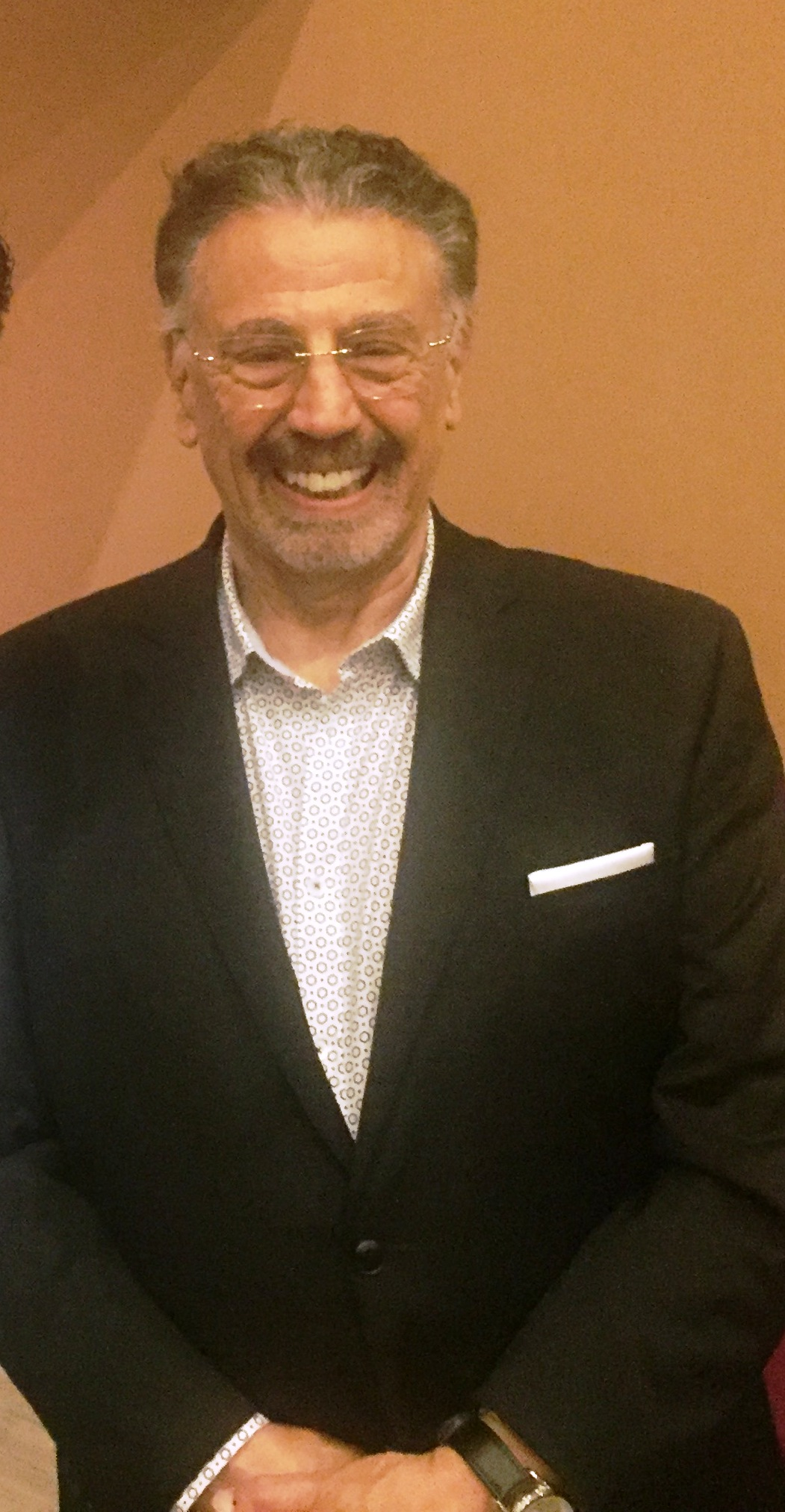
Alfonso Arau fou nominat dos cops i en guanyà un el 1972 per El águila descalza.

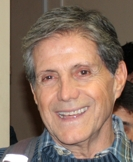
Héctor Bonilla va guanyar dos cops amb Meridiano 100 (1975) i Rojo amanecer (1991).

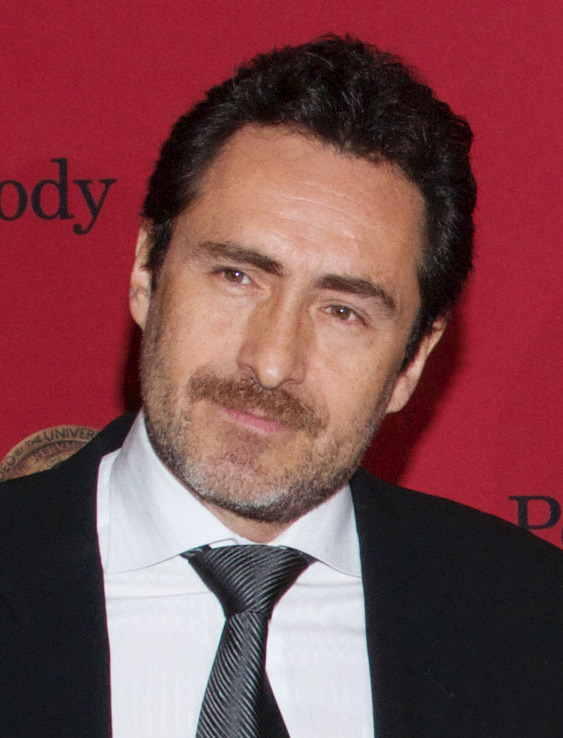
Demián Bichir va guanyar amb Hasta morir el 1995.

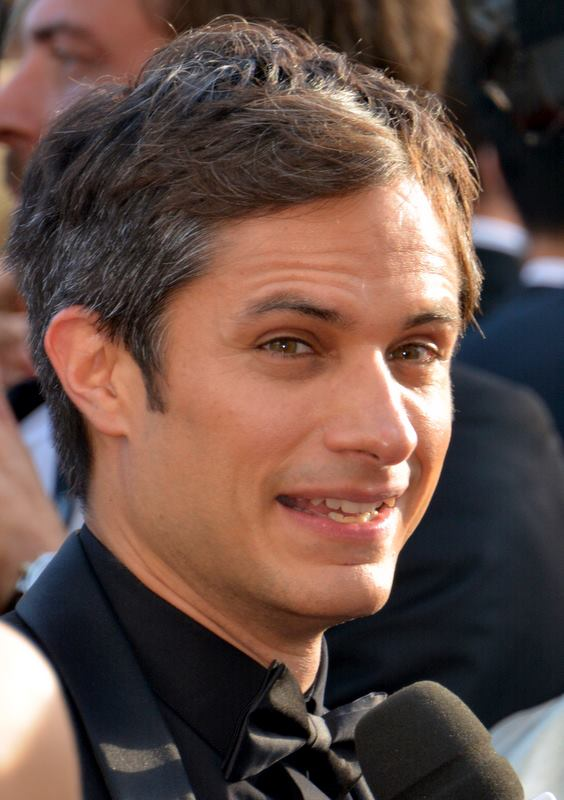
Gael García Bernal va guanyar per Amores perros el 2001.

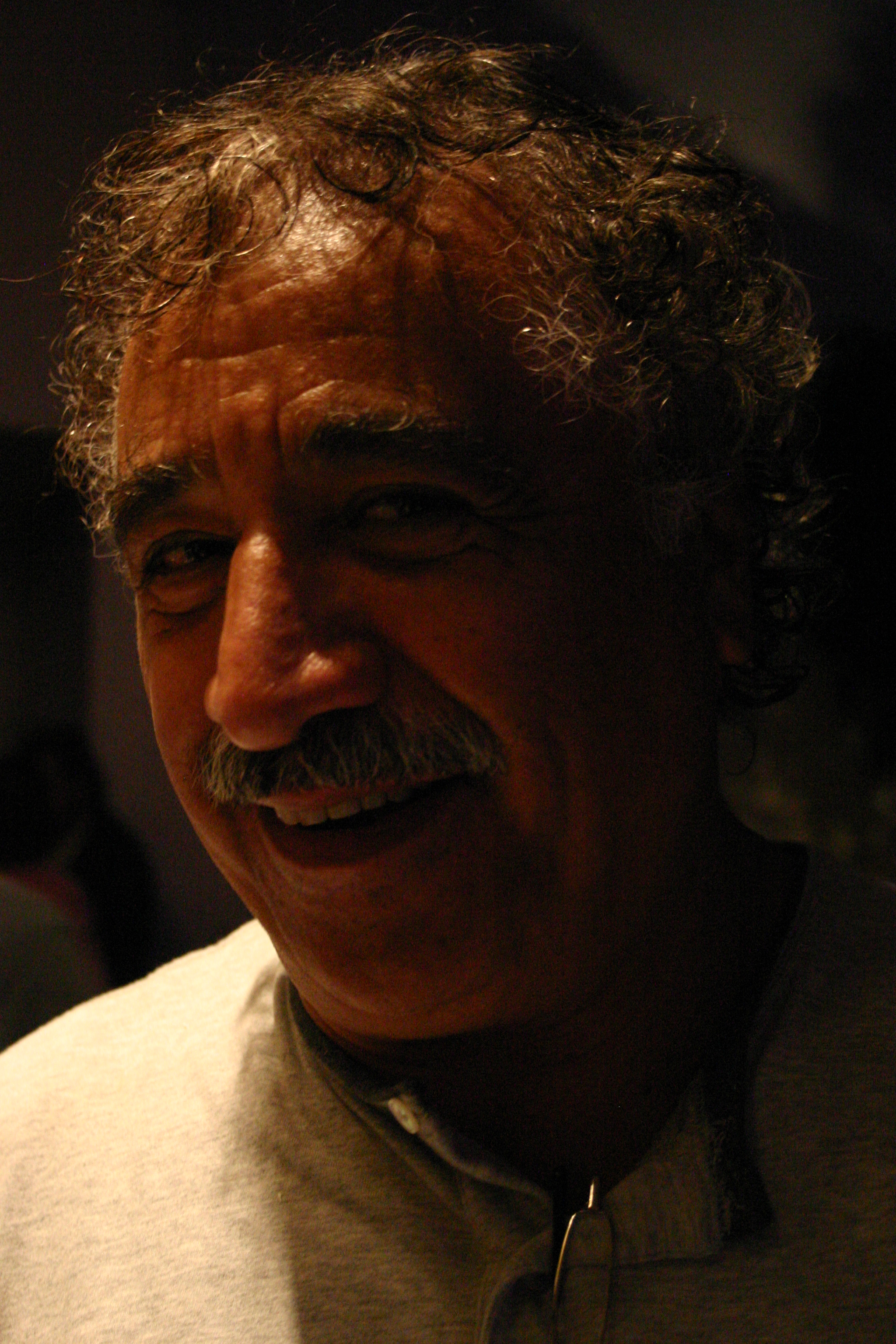
Rafael Inclán va guanyar amb Nicotina el 2001.

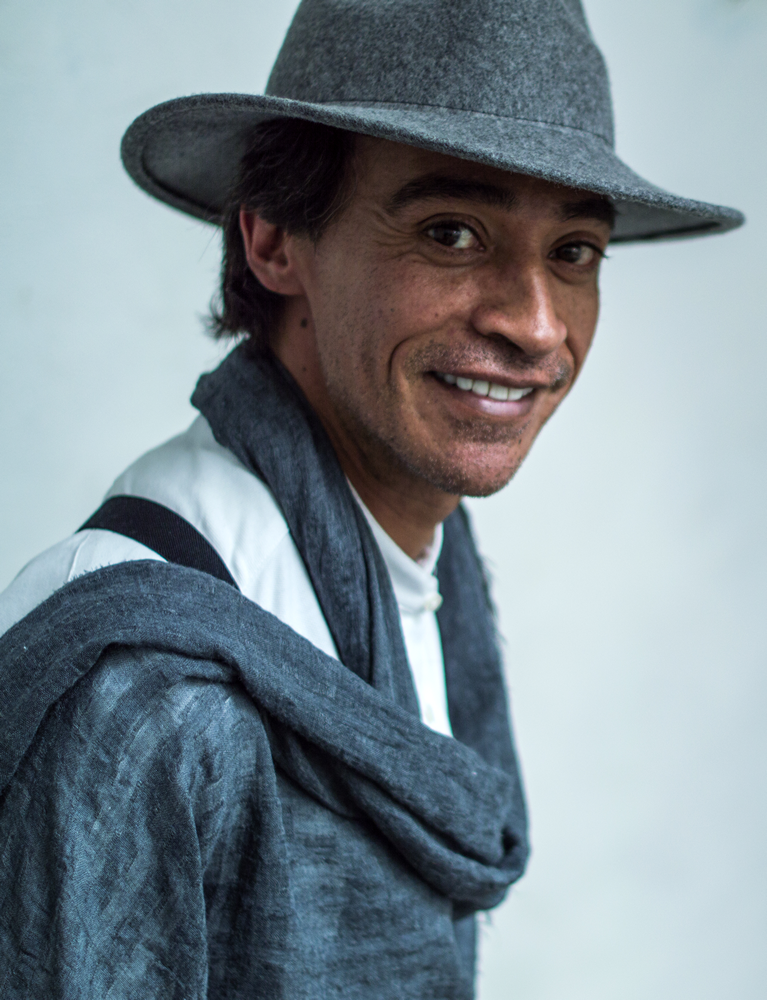
Roberto Sosa fou nominat quatre vegades i va guanyar el 2013 per El Fantástico Mundo de Juan Orol.

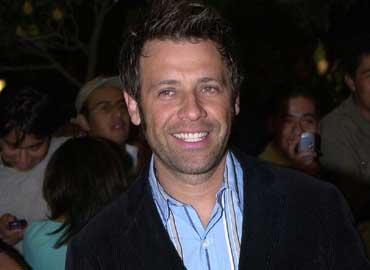
Juan Manuel Bernal va guanyar per Obediencia perfecta el 2015.

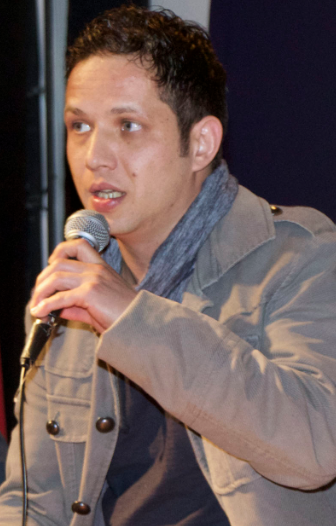
Adrián Ladrón va guanyar per La 4ª Compañía el 2017.

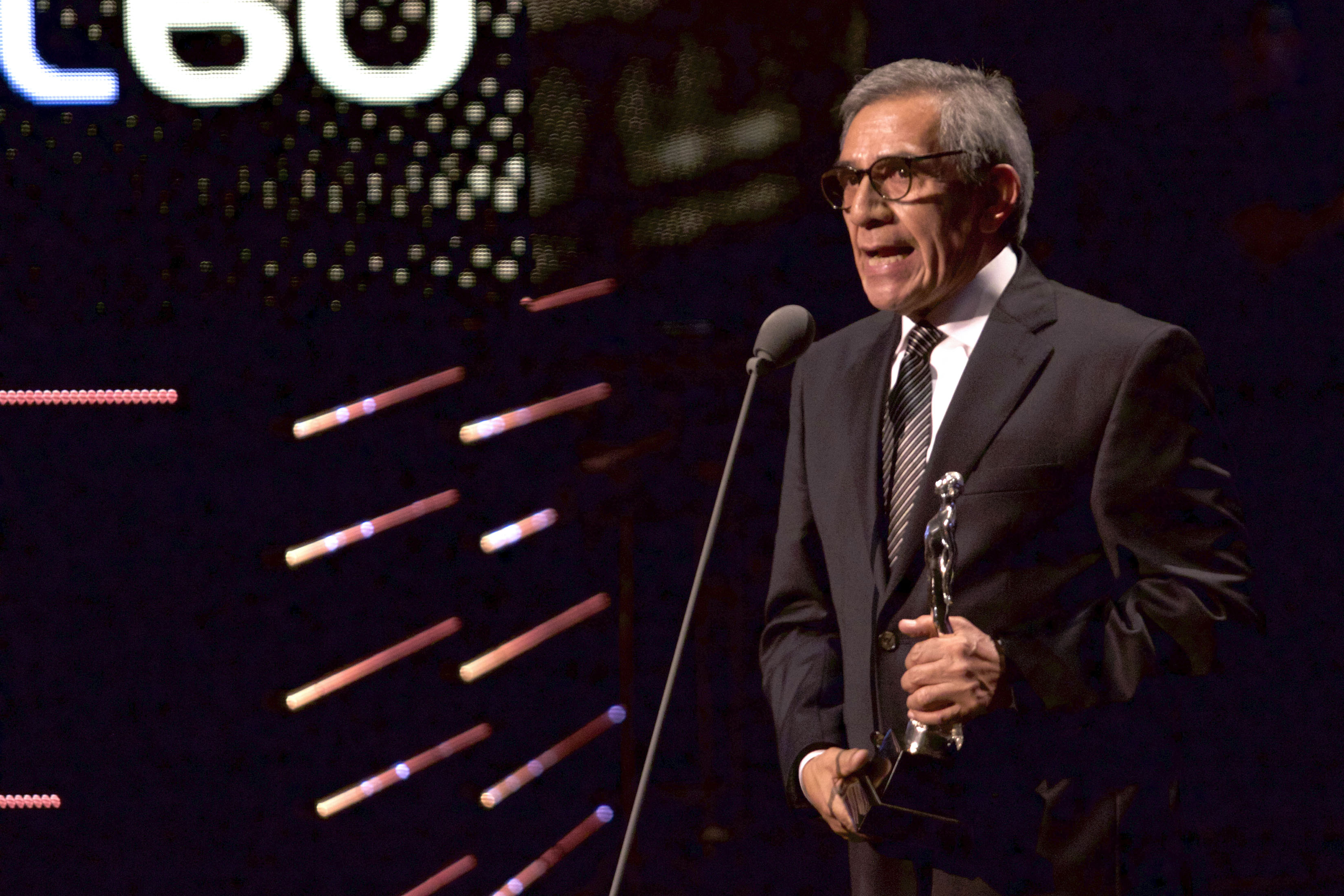
Eligio Meléndez va guanyar Sueño en otro idioma el 2018.

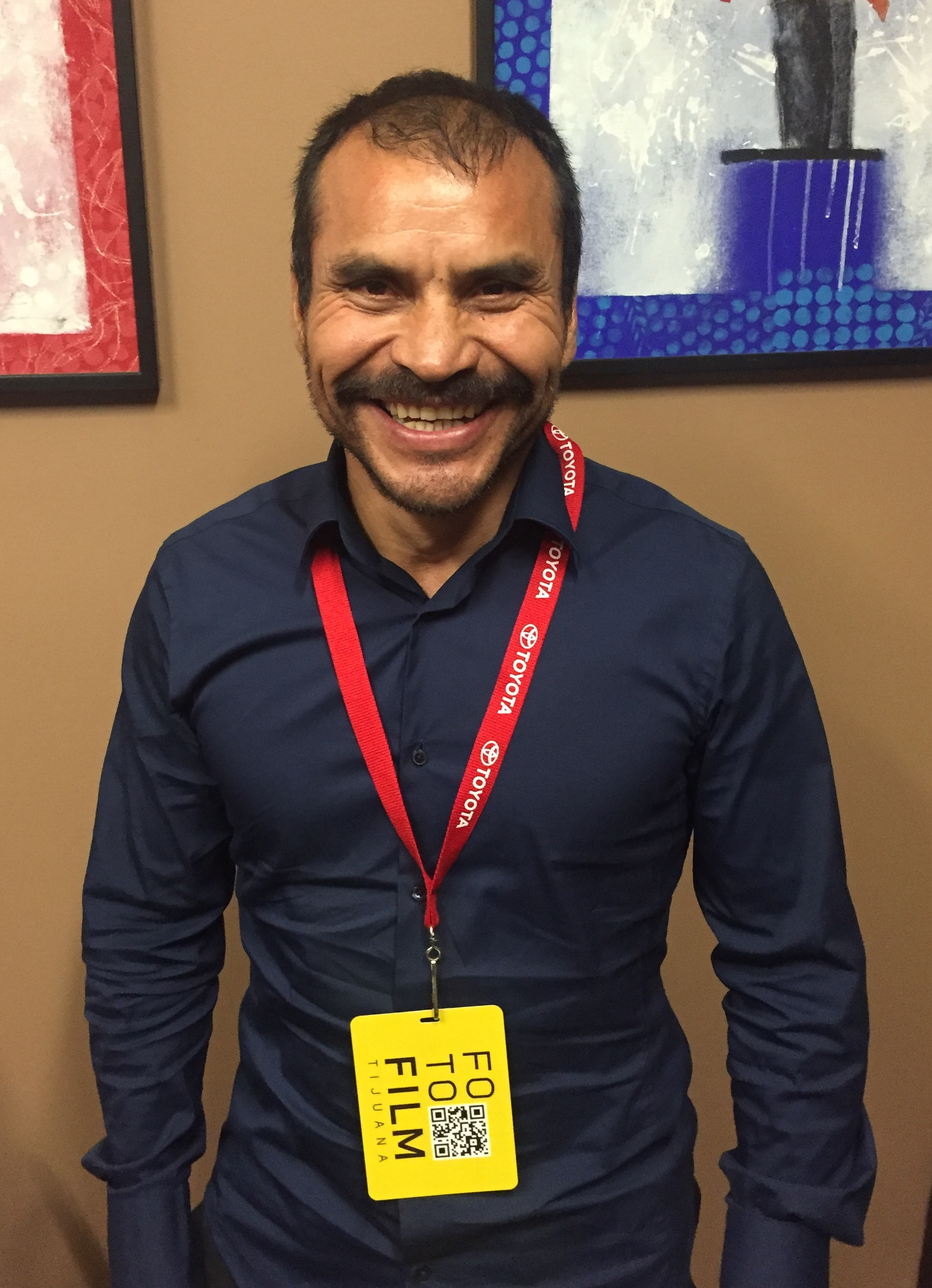
Noé Hernández va guanyar per Ocho de cada diez el 2019.

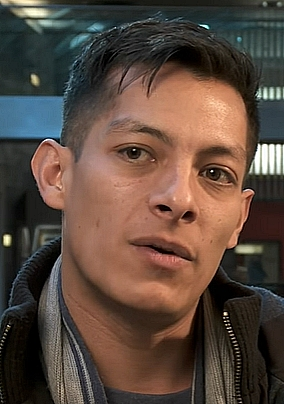
Luis Alberti va guanyar per Mano de obra el 2020.

## Introducció

### Nominacions i múltiples guanyadors
Actors més guardonats
- 5 premis: Damián Alcázar.
- 4 premis: Demián Bichir.
- 3 premis: Arturo de Córdova, José Carlos Ruiz
- 2 premis: Pedro Armendáriz, Héctor Bonilla, Daniel Giménez Cacho, Ernesto Gómez Cruz, Manuel Ojeda.

Actors més nominats
- 8 nominacions: Damián Alcázar
- 7 nominacions: Arturo de Córdova, Pedro Infante.
- 6 nominacions: Pedro Armendáriz.
- 5 nominacions: Héctor Bonilla.
- 4 nominacions: José Alonso, Bruno Bichir, Demián Bichir, Alonso Echánove, Manuel Ojeda.
- 3 nominacions: Pedro Armendáriz Jr., Daniel Giménez Cacho, Ernesto Gómez Cruz, Tenoch Huerta, Sergio Jiménez, Ignacio López Tarso, José Carlos Ruiz, David Silva, Roberto Sosa, Harold Torres.
- 2 nominacions: Mario Almada, Alfonso Arau, Enrique Arreola, Roberto Cañedo, Roberto Cobo, Juan Ferrara, Kristyan Ferrer, Gael García Bernal, Noé Hernández, Jorge Martínez de Hoyos, Silverio Palacios, Alejandro Parodi, Luis Fernando Peña, Bruno Rey, Arturo Ríos, Jorge Russek, Fernando Soler, Jorge Zárate.

### Anècdotes
- El màxim guanyador d'aquesta categoria és Damián Alcázar, amb 5 premis.
- A diferència de la seva similar en actriu, poques ocasions s'ha premiat a actors joves en el seu debut -solament Gael García, Bruno Bichir i Roberto Sosa, tots amb antecedents en una cinta-.

## Guardonats per any

### Època d'or del cinema mexicà
| Any        | Actor                         | Pel·lícula                      | Personatge                                              |
| ---------- | ----------------------------- | ------------------------------- | ------------------------------------------------------- |
| 1945 (1a)  | Domingo Soler                 | La barraca                      | Batiste Borrull                                         |
| 1945 (1a)  | Pedro Armendáriz              | Las abandonadas                 | Juan Gómez                                              |
| 1945 (1a)  | Arturo de Córdova             | La selva de fuego               | Luciano                                                 |
| 1946 (2a)  | David Silva                   | Campeón sin corona              | Roberto Terranova "El Kid"                              |
| 1946 (2a)  | Pedro Armendáriz              | Enamorada                       | Gral. José Juan Reyes                                   |
| 1946 (2a)  | Antonio Badú                  | Cantaclaro                      | Florentino Coronado                                     |
| 1947 (3a)  | Pedro Armendáriz              | La perla                        | Kino                                                    |
| 1947 (3a)  | Pedro Infante                 | Cuando lloran los valientes     | Agapito Treviño                                         |
| 1947 (3a)  | Julián Soler                  | El secreto de Juan Palomo       | Juan Palomo                                             |
| 1948 (4a)  | Carlos López Moctezuma        | Río Escondido                   | Regino Sandoval                                         |
| 1948 (4a)  | Pedro Infante                 | Los tres huastecos              | Víctor Andrade / Lorenzo Andrade / Juan de Dios Andrade |
| 1948 (4a)  | David Silva                   | ¡Esquina bajan!                 | Gregorio del Prado                                      |
| 1949 (5a)  | Roberto Cañedo                | Pueblerina                      | Aurelio Rodríguez                                       |
| 1949 (5a)  | Arturo de Córdova             | Medianoche                      | Daniel Benítez                                          |
| 1949 (5a)  | Pedro Infante                 | La oveja negra                  | Silvano Treviño                                         |
| 1950 (6a)  | Fernando Soler                | No desearás la mujer de tu hijo | Cruz Treviño Martínez de la Garza                       |
| 1950 (6a)  | Pedro Armendáriz              | Rosauro Castro                  | Rosauro Castro                                          |
| 1950 (6a)  | Arturo de Córdova             | El hombre sin rostro            | Juan Carlos Sandoval                                    |
| 1951 (7a)  | Arturo de Córdova             | En la palma de tu mano          | Jaime Karín                                             |
| 1951 (7a)  | Roberto Cañedo                | Crimen y castigo                | Ramón Bernal                                            |
| 1951 (7a)  | Fernando Soler                | El grito de la carne            | Guillermo de la Mora                                    |
| 1952 (8a)  | Pedro Armendáriz              | El rebozo de Soledad            | Roque Suazo                                             |
| 1952 (8a)  | Arturo de Córdova             | Mi esposa y la otra             | Antonio del Villar                                      |
| 1952 (8a)  | Pedro Infante                 | Un rincón cerca del cielo       | Pedro González                                          |
| 1953 (9a)  | Arturo de Córdova             | Las tres perfectas casadas      | Gustavo Ferrán                                          |
| 1953 (9a)  | Pedro Infante                 | Pepe El Toro                    | Pepe "El Toro"                                          |
| 1953 (9a)  | Julio Villarreal              | Eugenia Grandet                 | Eugenio Grandet                                         |
| 1954 (10a) | Víctor Parra                  | Los Fernández de Peralvillo     | Mario Fernández                                         |
| 1954 (10a) | Pedro Armendáriz              | La rebelión de los colgados     | Cándido Castro                                          |
| 1954 (10a) | Pedro López Lagar             | El gran autor                   | Mauricio Dávila                                         |
| 1955 (11a) | Pedro Infante                 | La vida no vale nada            | Pablo Galván                                            |
| 1955 (11a) | Ernesto Alonso                | Ensayo de un crimen             | Archibaldo de la Cruz                                   |
| 1955 (11a) | David Silva                   | Espaldas mojadas                | Rafael Améndola Campuzano                               |
| 1956 (12a) | Víctor Manuel Mendoza         | Talpa                           | Tanilo                                                  |
| 1956 (12a) | Carlos Baena                  | Adán y Eva                      | Adán                                                    |
| 1956 (12a) | Adalberto Martínez "Resortes" | El rey de México                | Pablo Rojas                                             |
| 1957 (13a) | Arturo de Córdova             | Feliz año, amor mío             | Ricardo Caso                                            |
| 1957 (13a) | Pedro Infante                 | Tizoc: Amor indio               | Tizoc                                                   |
| 1957 (13a) | Carlos Montalbán              | Bambalinas                      | Carlos Barreto                                          |

### Des de 1972
| Any                     | Actor                         | Pel·lícula |
| ----------------------- | ----------------------------- | ---------- |
| 1971                    |                               |            |
| Alfonso Arau            | El águila descalza            |            |
| Sergio Jiménez          | Tú, yo, nosotros              |            |
| Jorge Luke              | Las puertas del paraíso       |            |
| 1972                    |                               |            |
| Ignacio López Tarso     | Rosa blanca                   |            |
| Alfonso Arau            | El rincón de las vírgenes     |            |
| Jorge Martínez de Hoyos | Los días del amor             |            |
| 1973                    |                               |            |
| Pancho Córdova          | Fe, esperanza y caridad       |            |
| Sergio Jiménez          | El cambio                     |            |
| Ignacio López Tarso     | El profeta Mimí               |            |
| 1974                    |                               |            |
| Héctor Bonilla          | Meridiano 100                 |            |
| Jorge Martínez de Hoyos | La venida del rey Olmos       |            |
| Ignacio López Tarso     | Rapiña                        |            |
| 1975                    |                               |            |
| Jorge Russek            | De todos modos Juan te llamas |            |
| Enrique Lucero          | Canoa                         |            |
| Juan Ferrara            | De todos modos Juan te llamas |            |
| 1976                    |                               |            |
| Pedro Armendáriz Jr.    | Mina, viento de libertad      |            |
| Héctor Ortega           | Cuartelazo                    |            |
| Bruno Rey               | Cuartelazo                    |            |
| 1977                    |                               |            |
| Roberto Cobo            | El lugar sin límites          |            |
| Pedro Armendáriz Jr.    | Los pequeños privilegios      |            |
| Héctor Bonilla          | Matinée                       |            |
| 1978                    |                               |            |
| José Alonso             | En la trampa                  |            |
| Héctor Bonilla          | El brazo de oro               |            |
| Nelson Villagra         | El recurso del método         |            |

### Dècada del 1980
| Edició                 | Actor                              | Pel·lícula          | Paper |
| ---------------------- | ---------------------------------- | ------------------- | ----- |
| 1989 31a edició        |                                    |                     |       |
| Alonso Echánove        | Mentiras piadosas                  | Israel Ordóñez      |       |
| Bruno Rey              | El jinete de la divina providencia | Francisco Cañedo    |       |
| Alberto Pedret         | Intriga contra México              | Presidente          |       |
| 1988 30a edició        |                                    |                     |       |
| Gonzalo Vega           | Lo que importa es vivir            | Candelario Dorantes |       |
| Fernando Balzaretti    | Días difíciles                     | Ricardo Castelar    |       |
| Manuel Ojeda           | Muelle rojo                        | Isauro Alfaro       |       |
| 1987 29a edició        |                                    |                     |       |
| Ernesto Gómez Cruz     | El imperio de la fortuna           | Dionisio Pinzón     |       |
| Mario Almada           | Chido guan, el tacos de oro        | Charo Fuentes       |       |
| Fernando Arau          | Chido guan, el tacos de oro        | Gabriel Rodríguez   |       |
| 1986 28a edició        |                                    |                     |       |
| Claudio Brook          | Memoriales perdidos                |                     |       |
| Alonso Echánove        | Los motivos de Luz                 | Sebastián Ramírez   |       |
| Alfredo Sevilla        | Redondo                            | Paco                |       |
| 1985 27a edició        |                                    |                     |       |
| José Carlos Ruiz       | Vidas errantes                     | Francisco           |       |
| Ignacio Guadalupe      | Vidas errantes                     | Guillermo           |       |
| Rafael Sánchez Navarro | El otro                            | Armando Heredia     |       |
| 1984 26a edició        |                                    |                     |       |
| Humberto Zurita        | Bajo la metralla                   | Pedro / Mateo       |       |
| Mario Almada           | La viuda negra                     | Padre Feliciano     |       |
| Miguel Ángel Ferriz    | El tonto que hacia milagros        | Mariano Castillo    |       |
| 1983 25a edició        |                                    |                     |       |
| Ernesto Gómez Cruz     | La víspera                         | Ing. Manuel Miranda |       |
| Sergio Jiménez         | La pachanga                        | Don Moshe           |       |
| Noé Murayama           | La pachanga                        | Rey                 |       |
| 1982 24a edició        |                                    |                     |       |
| Alejandro Parodi       | Llámenme Mike                      | Miguel / Mike       |       |
| Pedro Armendáriz Jr.   | Rastro de muerte                   | Alberto Villamosa   |       |
| Manuel Ojeda           | Ora sí ¡tenemos que ganar!         | Juan Carballar      |       |
| 1981 23a edició        |                                    |                     |       |
| Juan Ferrara           | Misterio                           | Alex                |       |
| Eric del Castillo      | Las grandes aguas                  | Ing. Carlos Rivas   |       |
| Carlos Riquelme        | En la tormenta                     | Bernardo Echeverri  |       |
| 1980 22a edició        |                                    |                     |       |
| Manuel Ojeda           | El infierno de todos tan temido    | Jacinto Chontal     |       |
| Manuel Ojeda           | Fuego en el mar                    | Mariano Ortega      |       |
| Valentín Trujillo      | Perro callejero                    | Perro               |       |

### Dècada del 1990
| Edició                 | Actor                                 | Pel·lícula                         | Paper    |
| ---------------------- | ------------------------------------- | ---------------------------------- | -------- |
| 1999 41a edició        |                                       |                                    |          |
| Damián Alcázar         | Bajo California: el límite del tiempo | Damián Ojeda                       |          |
| Daniel Acuña           | Un embrujo                            | Elíseo                             |          |
| Roberto Sosa           | Fibra óptica                          | Marco Antonio Gutiérrez            |          |
| 1998 40a edició        |                                       |                                    |          |
| Jorge Galván           | Por si no te vuelvo a ver             | Bruno                              |          |
| Martín Altomaro        | Libre de culpas                       | Juan                               |          |
| Claudio Obregón        | De noche vienes, Esmeralda            | Víctor Solorio                     |          |
| 1997 39a edició        |                                       |                                    |          |
| Daniel Giménez Cacho   | Profundo carmesí                      | Nicolás Estrella                   |          |
| Demián Bichir          | Cilantro y perejil                    | Carlos Rodríguez                   |          |
| Héctor Bonilla         | Luces de la noche                     | Eduardo                            |          |
| Rafael Cortés          | Santo Luzbel                          | Emeterio                           |          |
| 1996 38a edició        |                                       |                                    |          |
| Fernando Torres Lapham | Sin remitente                         | Andrés                             |          |
| José Alonso            | Mujeres insumisas                     | Felipe Espíritu                    |          |
| Bruno Bichir           | El anzuelo                            | Carlos                             |          |
| Roberto Cobo           | Dulces compañías                      | Samuel                             |          |
| Ramiro Huerta          | Dulces compañías                      | El tipo                            |          |
| 1995 37a edició        |                                       |                                    |          |
| Demián Bichir          | Hasta morir                           | Mauricio                           |          |
| Damián Alcázar         | Dos crímenes                          | Marcos González                    |          |
| Bruno Bichir           | El jardín del edén                    | Felipe                             |          |
| Ernesto Gómez Cruz     | El callejón de los milagros           | Don Rutilio                        |          |
| Luis Felipe Tovar      | Bienvenido-Welcome                    | José Molina                        |          |
| 1994 36a edició        |                                       |                                    |          |
| Bruno Bichir           | Principio y fin                       | Nicolás Botero                     |          |
| Rodolfo de Anda        | Kino: la leyenda del padre negro      | Almte. Isidro de Atondo y Antillón |          |
| Alonso Echánove        | La vida conyugal                      | Nicolás Lobato                     |          |
| Arturo Ríos            | Desiertos mares                       | Juan Aguirre                       |          |
| Jorge Russek           | La última batalla                     | El viejo                           |          |
| Roberto Sosa           | Lolo                                  | Lolo                               |          |
| 1993 35a edició        |                                       |                                    |          |
| Alonso Echánove        | Modelo antiguo                        | Juan                               |          |
| José Alonso            | Fray Bartolomé de las Casas           | Fray Bartolomé de las Casas        |          |
| Roberto Sosa           | Ángel de fuego                        | Sacramento                         |          |
| 1992 34a edició        |                                       |                                    |          |
| Mario Iván Martínez    | Como agua para chocolate              | Dr. John Brown                     |          |
| José Alonso            | La tarea                              | Marcelo                            |          |
| Eduardo López Rojas    | La mujer de Benjamín                  | Benjamin                           |          |
| 1991 33a edició        | Héctor Bonilla                        | Rojo amanecer                      | Humberto |
| 1990 32a edició        |                                       |                                    |          |
| José Carlos Ruiz       | Goitia, un dios para sí mismo         | Francisco Goitia                   |          |
| Roberto Guzmán         | Sabadazo (Sábado D.F.)                | El calabazo                        |          |
| Enrique Rocha          | El otro crimen                        |                                    |          |

### Dècada de 2000
| edició                 | Actor                                   | Pel·lícula                  | Papel |
| ---------------------- | --------------------------------------- | --------------------------- | ----- |
| 2009 51a edició        |                                         |                             |       |
| Mario Zaragoza         | Desierto adentro                        | Aureliano                   |       |
| Diego Luna             | Rudo y cursi                            | Beto "Rudo" Verdusco        |       |
| Juan Pablo de Santiago | Voy a explotar                          | Román                       |       |
| 2008 50a edició        |                                         |                             |       |
| Jorge Zárate           | Dos abrazos                             | Xavier                      |       |
| Enrique Arreola        | Párpados azules                         | Víctor Mina                 |       |
| Alan Chávez            | Partes usadas                           | Efraín                      |       |
| Lázaro Ramos           | Cobrador                                | Cobrador                    |       |
| 2007 49a edició        |                                         |                             |       |
| Damián Alcázar         | Crónicas                                | Vinicio Cepeda              |       |
| Armando Hernández      | Fuera del cielo                         | "Cucú" Sánchez              |       |
| Gabino Rodríguez       | La niña en la piedra                    | Gabino                      |       |
| 2006 48a edició        |                                         |                             |       |
| Damián Alcázar         | Las vueltas del citrillo                | Sgto. Salvador Collazo      |       |
| David Aarón Estrada    | Noticias lejanas                        | Martín Hernández            |       |
| Dagoberto Gama         | Mezcal                                  | Antonio                     |       |
| 2005 47a edició        |                                         |                             |       |
| Enrique Arreola        | Temporada de patos                      | Ulises                      |       |
| Alejandro Calva        | Manos libres                            | Rodrigo Díaz                |       |
| Silverio Palacios      | Cero y van cuatro                       | Jobo                        |       |
| 2004 46a edició        |                                         |                             |       |
| Rafael Inclán          | Nicotina                                | Goyo                        |       |
| Alejandro Ferretis     | Japón                                   | El hombre                   |       |
| Eduardo Palomo         | El misterio del Trinidad                | Juan Aguirre                |       |
| 2003 45a edició        |                                         |                             |       |
| Daniel Giménez Cacho   | Aro Tolbukhin. En la mente del asesino  | Aro Tolbukhin               |       |
| Alberto Estrella       | eXXXorcismos                            | Roberto                     |       |
| Luis Fernando Peña     | Amar te duele                           | Ulises                      |       |
| 2002 45a edició        |                                         |                             |       |
| Arturo Ríos            | Cuentos de hadas para dormir cocodrilos | Miguel Arcángel             |       |
| Luis Fernando Peña     | De la calle                             | Rufino                      |       |
| Jorge Zárate           | Pachito Rex: me voy pero no del todo    | Pachito Rex                 |       |
| 2001 43a edició        |                                         |                             |       |
| Gael García Bernal     | Amores perros                           | Octavio Ramírez             |       |
| Bruno Bichir           | Crónica de un desayuno                  | Marcos                      |       |
| Alejandro Parodi       | Su alteza serenísima                    | Antonio López de Santa Anna |       |
| 2000 42a edició        |                                         |                             |       |
| Damián Alcázar         | La ley de Herodes                       | Juan Vargas                 |       |
| Demián Bichir          | Sexo, pudor y lágrimas                  | Tomás Ruffo                 |       |
| Guillermo Larrea       | Rito terminal                           | Mateo                       |       |

### Dècada de 2010
| Edició               | Actriu                             | Pel·lícula                 | Papel |
| -------------------- | ---------------------------------- | -------------------------- | ----- |
| 2019 61a edició      |                                    |                            |       |
| Noé Hernández        | Ocho de cada diez                  | Aurelio Amado              |       |
| Damián Alcázar       | De la infancia                     | Basilio Niebla             |       |
| Baltimore Beltrán    | Mente revólver                     | Mario Aburto               |       |
| Gael García Bernal   | Museo                              | Juan Núñez                 |       |
| Luis Gerardo Méndez  | Bayoneta                           | Miguel "Bayoneta" Galíndez |       |
| 2018 60a edició      |                                    |                            |       |
| Eligio Meléndez      | Sueño en otro idioma               | Evaristo                   |       |
| Leonardo Alonso      | El vigilante                       | Salvador                   |       |
| Humberto Busto       | Oso polar                          | Heriberto                  |       |
| Daniel Giménez Cacho | Los adioses                        | Ricardo Guerra             |       |
| Gabino Rodríguez     | Los crímenes de Mar del Norte      | Goyo Cárdenas              |       |
| 2017 59a edició      |                                    |                            |       |
| Adrián Ladrón        | La 4ª Compañía                     | Enrique Zambrano           |       |
| José Carlos Ruiz     | Almacenados                        | Sr. Lino                   |       |
| Gael García Bernal   | Me estás matando, Susana           | Eligio                     |       |
| Danny Glover         | Sr. Pig                            | Ambrose Eubanks            |       |
| Noé Hernández        | Tenemos la carne                   | Mariano                    |       |
| 2016 58a edició      |                                    |                            |       |
| Marco Pérez          | Gloria                             | Sergio Andrade             |       |
| Damian Alcázar       | La delgada línea amarilla          | Toño                       |       |
| Kristyan Ferrer      | 600 millas                         | Arnulfo Rubio              |       |
| Tenoch Huerta        | El más buscado                     | Alfredo Ríos Galeana       |       |
| Tim Roth             | 600 millas                         | Hank Harris                |       |
| 2015 57a edició      |                                    |                            |       |
| Juan Manuel Bernal   | Obediencia perfecta                | Padre Ángel de la Cruz     |       |
| Kristyan Ferrer      | Guten Tag, Ramón                   | Ramón                      |       |
| Óscar Jaenada        | Cantinflas                         | Mario Moreno "Cantinflas"  |       |
| Tenoch Huerta        | Güeros                             | Sombra                     |       |
| Harold Torres        | González: Falsos profetas          | González                   |       |
| 2014 56a edició      |                                    |                            |       |
| Brandon López        | La jaula de oro                    | Juan                       |       |
| Armando Espitia      | Heli                               | Heli                       |       |
| Luis Gerardo Méndez  | Nosotros los Nobles                | Javi Noble                 |       |
| Jesús Padilla        | Workers                            | Rafael                     |       |
| Harold Torres        | La cebra                           | Odón                       |       |
| 2013 55a edició      |                                    |                            |       |
| Roberto Sosa         | El fantástico mundo de Juan Orol   | Juan Orol                  |       |
| Francisco Cruz       | Entre la noche y el día            | Francisco Cruz             |       |
| Hernán Mendoza       | Después de Lucía                   | Roberto                    |       |
| Carlos Vallarino     | La demora                          | Agustín Guzmán             |       |
| 2012 54a edició      |                                    |                            |       |
| Tenoch Huerta        | Días de gracia                     | Lupe                       |       |
| Joaquín Cosío        | Pastorela                          | Agte. Jesús Juárez         |       |
| Noé Hernández        | Miss bala                          | Lino Valdez                |       |
| 2011 53a edició      |                                    |                            |       |
| Damián Alcázar       | El infierno                        | Benny García               |       |
| Javier Bardem        | Biutiful                           | Uxbal                      |       |
| Demián Bichir        | Hidalgo: La historia jamás contada | Miguel Hidalgo y Costilla  |       |
| Hansel Ramírez       | La mitad del mundo                 | Mingo                      |       |
| 2010 52a edició      |                                    |                            |       |
| Fernando Luján       | Cinco días sin Nora                | José Kurtz                 |       |
| Silverio Palacios    | Conozca la cabeza de Juan Pérez    | Juan Pérez                 |       |
| Harold Torres        | Norteado                           | Andrés                     |       |

### Dècada de 2020
| Edició                | Actor               | Pel·lícula     | Paper |
| --------------------- | ------------------- | -------------- | ----- |
| 2020 62a edició       |                     |                |       |
| Luis Alberti          | Mano de obra        | Francisco Cruz |       |
| Benny Emmanuel        | Chicuarotes         | Cagalera       |       |
| Armando Hernández     | La paloma y el lobo | Lobo           |       |
| Xabiani Ponce de León | Esto no es Berlín   | Carlos         |       |
| José María Yázpik     | Polvo               | Chato          |       |